# Yukon (řeka)
Yukon (anglicky Yukon River) je řeka na Aljašce v USA, v teritoriu Yukon a provincii Britská Kolumbie v Kanadě. Je 3190 km dlouhá a povodí má rozlohu 855 000 km².

## Průběh toku

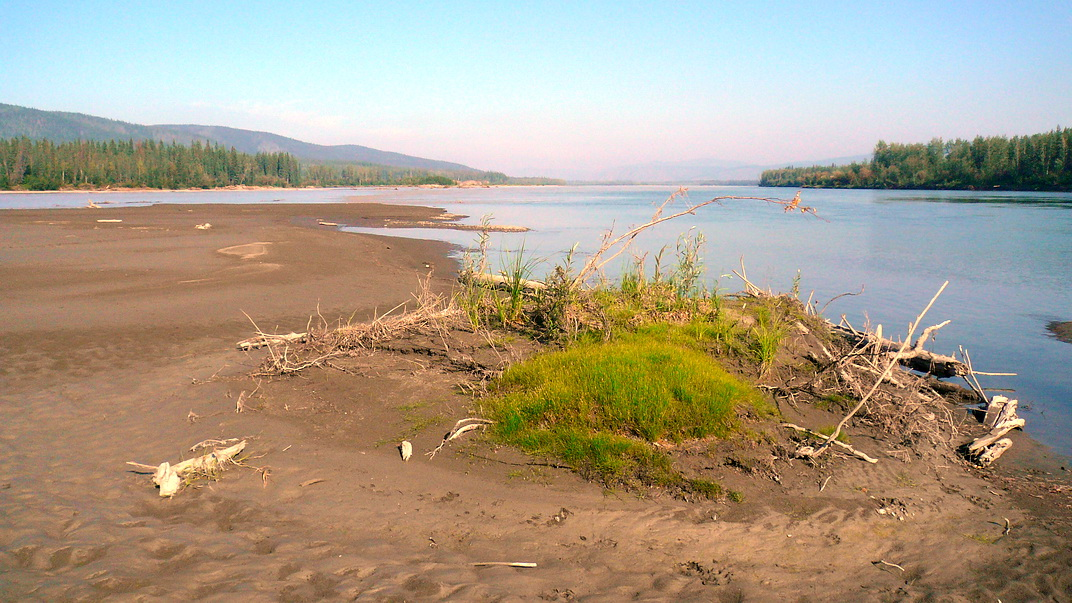
Soutok Yukonu s řekou Stewart, Yukon, Kanada, 63° 17' 24.58" N 139° 25' 1.89" W

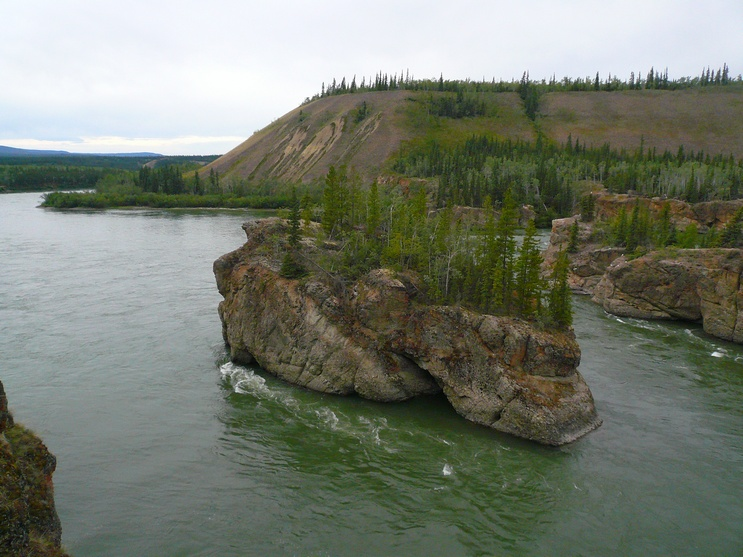
Slavné peřeje Five Finger Rapids na horním toku. Yukon, Kanada

Prameny řeky se nacházejí v horách, které na jihovýchodě ohraničují Yukonskou pahorkatinu. Hlavní zdrojnice odtéká z jezera Atlin ve Skalnatých horách v Britské Kolumbii. V místě ústí do Nortonova zálivu Beringova moře vytváří deltu. Hlavní přítoky jsou Tanana zleva a Pelly, Porcupine, Koyukuk, Klondike zprava. Až do soutoku s řekou Pelly teče hlubokou horskou dolinou, místy v kaňonech. Více než polovina toku řeky má rovinný charakter, kde šířka doliny dosahuje až 30 km.

## Vodní režim
Průměrný průtok vody u města Eagle dosahuje 2500 m³/s a v ústí 6500 m³/s. Zdroj vody je převážně sněhový. Nejvodnější je v květnu a červnu. Úroveň vody na dolním toku se zvedá o 15 až 20 m nad hodnotu při malém stavu vody. Mořský příliv zasahuje proti proudu řeky do vzdálenosti 160 km.